# Candidatus
Candidatus é um conceito usado para organismos bem caracterizados, porém não cultivados. O "status" provisório é utilizado na classificação científica de espécies de bactérias e arqueias descritas, porém sem uma amostra de cultura pura numa "Coleção de Cultura Bacteriológica".
Desde 2002, o Comitê Internacional de Sistemática Procarionte e a International Journal of Systematic and Evolutionary Microbiology exigem dos autores de novas espécies, novas subespécies e novas combinações, que providenciem evidências documentais de que as cepas-tipo estejam depositadas em ao menos duas "Coleções de Cultura" em dois países diferentes. Com a possibilidade dos novos nomes não serem validados até a apresentação da documentação necessária.

## Etimologia
Do latim: "aquele que se veste de branco"; uma referência a Roma antiga, quando o candidato a um cargo no Fórum Romano, tinha que usar uma toga branca, devido a crença de que o branco era a cor da pureza e da probidade.

## Formato de uso
O nome incluso na categoria Candidatus seguem um formato pré-determinado: Candidatus (em itálico), o(s) nome(s) subsequente(s) no tipo romano (com a inicial do gênero em maiúscula) e todo o nome entre aspas. Exemplos: 
- "Candidatus Desulforudis" e "Candidatus Desulforudis audaxviator" [4]
- "Candidatus Nitrosocaldus" e "Candidatus Nitrosocaldus yellowstonii" [5]

## Histórico
Em 1994, Murray e Schleifer, publicaram uma nota taxonômica recomendando a criação de uma posição de espera para um suposto táxon em uma categoria denominada Candidatus, que teria "status" indeterminado. A proposta visava reparar a incapacidade do Código Internacional de Nomenclatura Bacteriana em fornecer regulamentação sensata para a nomenclatura de novos táxons definidos através de poucos dados, como por exemplo uma sequência de nucleotídeos para uma pequena porção do genoma. O código original (1957) e a Comissão Judicial, considerando as revisões de 1976 e 1990, não previram ou agiram de acordo com a possibilidade da descrição ou tipificação molecular de procariotas não cultivados. Como consequência, nomes formais estavam sendo propostos para procariontes não cultivados  cuja singularidade era definida apenas por características muito limitadas, tais como as diferenças em um sequência molecular.
Na "Ata 9" da reunião de 1994, da Comissão Judicial em Praga, foi apresentada uma recomedação para que o novo conceito de categoria indeterminada (Candidatus) fosse estabelecido para certos táxons supostos que poderiam não ser descritos em detalhes suficientes para justificar o estabelecimento de um novo táxon. A comissão também recomendou ao Comitê Internacional de Sistemática Bacteriana (sigla em ingês ICSB; hoje denominado de Comitê Internacional de Sistemática Procarionte, ICSP) que a lista de Candidatus deveria ser estabelecida no International Journal of Systematic Bacteriology (sigla em inglês ICJB; hoje International Journal of Systematic and Evolutionary Microbiology - IJSEM). A Comissão Judicial então nomeou R. G. Murray e E. Stackebrandt para prepararem uma nota taxonômica de introdução do conceito de Candidatus.
A nota taxonômica propondo o estabelecimento do "status" provisório de Candidatus para procariontes descritos de forma incompleta foi publicada na edição de janeiro de 1995 da IJSB. Segundo esta nota, o termo Candidatus deve ser utilizado para descrever entidades procariotas cuja uma mera sequência genética esteja disponível ou então para os quais as características necessárias para a descrição de acordo com o Código Bacteriológico (Revisão 1990) estejam faltando. Além das informações do genoma, tais como as sequências aptas a determinar a posição filogenética do organismo, todas as informações, incluindo as características estruturais, metabólicas e de reprodução devem ser incluídas na descrição, juntamente com o ambiente natural em que o organismo pode ser identificado através de hibridização "in situ", ou outras técnicas semelhantes para a identificação de células.
Durante as reuniões de 1996, em Jerusalém, a Comissão Judicial considerou a proposta feita por Murray e Stackebrandt, e recomendou que a sentença "cultivada ou não cultivada" devia ser alterada para "não cultivada ou não pode ser mantido em cultura por mais de algumas passagens seriadas". Com essa alteração, a Comissão votou por unanimidade, recomendando à ICSB (agora ICSP) que a nota taxonômica fosse adotada como um apêndice no Código Bacteriológico (Revisão 1990). Posteriormente, a proposta da Comissão Judicial foi aceita por unanimidade pelo ICSB (agora ICSP).
Em 29 de julho de 2002, em Paris, a Comissão Judicial decidiu que o conceito de Candidatus deve ser mencionado no corpo principal do código, apesar do fato de que esses nomes não têm legitimidade na nomenclatura, e propôs que isso será feito no artigo 18a e/ou 18f ou como uma nota indicando que "O conceito de Candidatus é definido na ata 11 da reunião do ICSB (agora ICSP) de 1996, como recomendado em 2002 pela Comissão Judicial e pelo Comitê Ad Hoc de Reavaliação da Definição de Espécies na Bacteriologia".